# Temnorhynchus sjoestedti
Temnorhynchus sjoestedti är en skalbaggsart som beskrevs av Hermann Julius Kolbe 1910. Temnorhynchus sjoestedti ingår i släktet Temnorhynchus och familjen Dynastidae. Inga underarter finns listade i Catalogue of Life.